# Elongacija
 Ovo je glavno značenje pojma Elongacija. Za druga značenja pogledajte Elongacija (razdvojba).
Elongacija (kasnolat. elongatio), u astronomiji, je kut između Sunca i planeta, Mjeseca ili nekog drugog nebeskog tijela, gledano sa Zemlje, uzduž ekliptike (razlika njihovih ekliptičkih dužina). Donji planeti imaju ograničenu maksimalnu elongaciju i to Merkur na 17°30' – 27°45' (ovisno o okolnostima – Merkur ima dosta eliptičnu putanju) i Venera na 45° – 47°. Gornji planeti mogu imati bilo koju elongaciju. Posebne vrijednosti elongacija postiže u aspektima.
Elongacija od 90° se naziva kvadratura, od 0° konjukcija, a od 180° opozicija. Aspekt je prividan položaj nebeskog tijela u Sunčevu sustavu, u odnosu na Sunce i Zemlju: konjunkcija (tijelo je u smjeru Sunca, donja konjunkcija bliže, a gornja dalje od Sunca), opozicija (tijelo nasuprot Suncu), kvadratura (od Sunca odmaknuto za pravi kut, može biti istočna i zapadna kvadratura).

## Međusobni razmještaj planeta
Vidljivost planeta ovisi o njihovu položaju u Sunčevu sustavu prema Zemlji. Donji ili unutarnji planeti (koji su bliže Suncu od Zemlje) nalaze se u gornjoj konjukciji kada su na stazi točno suprotno, dalje, s druge strane Sunca, a u donjoj konjukciji kada su u smjeru Sunca, ali s njegove bliže strane. U vrijeme između dviju uzastopnih gornjih konjukcija (ili dviju uzastopnih donjih) ti planeti prolaze kroz sve faze, slično Mjesecu. No vrijeme kada ih možemo promatrati ograničeno je. Uvijek su blizu Sunca, s nevelikim kutnim otklonom (elongacijom). Najveća elongacija Merkura je 28°, a Venere 48°. Iz naših krajeva vide se ili ujutro prije izlaska Sunca ili uvečer poslije zalaska Sunca, a ne možemo ih vidjeti u ponoć.
Gornji ili vanjski planeti (oni koji su dalje od Sunca no što je Zemlja) mogu se naći u konjukciji, opoziciji i kvadraturi. Promatrati ih je najpogodnije u opoziciji jer je tada planet najbliži Zemlji. Javljaju se i posebno povoljne velike opozicije kada je planet zbog položaja na izduženoj stazi Zemlji najbliže. O kutu pod kojim se vidi tijelo planeta ovisi kako ćemo ih vidjeti i na njima razaznati detalje. Najveće kutne promjere postižu Venera i Jupiter, dok se ostali planeti vide mnogo manji. Planeti se svake godine ne vide u istim položajima. Stoga podatke o položajima moramo potražiti u godišnjacima i prirodoslovnim časopisima koji objavljuju skice trenutnih planetnih staza. Jednaki međusobni razmještaj planeta, Sunca i Zemlje ponavlja se u ritmu sinodičkih godina planeta.

## Poveznice
- Ekliptički koordinatni sustav
- Konjunkcija
- Opozicija
- Prividno gibanje planeta
- Sferna astronomija